# Marijan Badel
‎
Marijan Badel, hrvaški komunist, partizan, politični komisar in narodni heroj, * 3. julij 1920, Koprivnica, † 22. junij 1944, Sveta Jana.
Badel je bil 6. julija 1944 razglašen za narodnega heroja.